# Mitch Miller
Mitchell William Miller (Rochester, 4 de julio de 1911-31 de julio de 2010), conocido como Mitch Miller, fue un cantante, músico, director y productor musical estadounidense. 
Se trata de uno de los artistas de mayor éxito de los años cincuenta y comienzos de los sesenta. Fue también ejecutivo de la Columbia Records durante muchos años y lideró durante muchos años su propio coro masculino, "Mitch Miller and the Gang", antes de abandonarlo él mismo.
Miller y su coro fueron famosos por su transgresor espectáculo televisivo de los sesenta titulado Sing Along With Mitch. Durante la segunda temporada del programa, el mismo Mitch Miller acuñó el eslogan "All Smiles", que iba precedido por las instrucciones para "sing along; just follow the bouncing ball" (un gran punto que saltaba sobre las palabras que eran sobreimpresionadas en televisión a la canción que Mitch estaba cantando). Los mayores éxitos de Miller con el coro fueron "The Yellow Rose of Texas", una versión baterística de la vieja marcha, y "Colonel Bogey March", que más tarde disfrutaría de una renovada popularidad tras su uso en la película The Bridge on the River Kwai (1957). Además de su espectáculo televisivo, Miller y su coro grabaron varios discos que se vendieron muy bien.
Uno de los cantantes del coro de Miller, Bob McGrath, desarrolló una larga carrera como uno de los anfitriones del programa de televisión Barrio Sésamo. 
Como jefe del departamento de artists & repertory (A&R) en Mercury Records a finales de los cuarenta, y de Columbia Records en los cincuenta y comienzos de los sesenta, Miller consiguió reputación de crear grabaciones que contenían lo que el historiador musical Will Friedwald ha denominado "aural texture":

Miller también concibió la idea del sonido de una grabación pop per se: no tanto un arreglo o una melodía, sino una textura aural (habitualmente, repleta de trucos extramusicales) que podía ser creada en el estudio y luego replicada en interpretaciones en directo, en vez de ocurrir lo contrario. Miller era apenas seguidor del rock and roll, pero sin estas ideas este tipo de música nunca se hubiese podido dar. 'Mule Train,' el primer gran éxito de Miller (para Frankie Laine) y la fundación de su carrera, establecieron el modelo para virtualmente toda la primera década del rock. Las similitudes entre ese tema y, por ejemplo, 'Leader of the Pack', casi no es necesario subrayarlas aquí.
Will Friedwald en Sinatra: The Song Is You, Da Capo Press, 1997.

Aunque esto no siempre sentaba bien a los intérpretes más asentados de Columbia (Frank Sinatra, por ejemplo), la compañía tuvo un extraordinario porcentaje de éxitos durante esa etapa. 
Miller firmó y produjo a muchos importantes artistas especializados en estándares del pop, como Frankie Laine, Johnnie Ray, Ray Conniff, Percy Faith, Johnny Mathis, Tony Bennett, Guy Mitchell (cuyo pseudónimo en realidad estaba basado en el nombre de Miller), y ayudó directamente a las carreras de artistas que ya habían firmado con el sello, como Doris Day, Dinah Shore y Jo Stafford por nombrar a unos pocos. Miller se convirtió en uno de los más exitosos productores de música pop de la historia.
Miller es frecuentemente descrito por historiadores del rock como un enemigo del primer rock and roll. Miller hizo echar marcha atrás al contrato que John Hammond le había hecho a Bob Dylan para capitalizar la emergente moda de la música folk. Aunque finalmente perdería su trabajo en Columbia por negarse a producir el tipo de música que estaban comprando los adolescentes, en principio Miller había intentado contratar a Elvis Presley, aunque reculó ante las cifras que le pedía el mánager de Elvis, Colonel Tom Parker.  
Graduado en la Eastman School of Music, Miller es también un consumado intérprete de oboe y corno inglés. Consiguió algún dinero en los comienzos de su carrera en los años treinta y cuarenta como intérprete de oboe; de hecho, en esos años, fue llamado en su calidad de oboísta, por George Gershwin, para integrar un conjunto de 55 músicos, que saldrían de gira, interpretando sus principales obras de esa época. También integró, en 1935, la orquesta del estreno de "Porgy & Bess".  Entre sus más admiradas interpretaciones de estudio dentro del terreno no clásico, están sus aportes para The Voice of Frank Sinatra y para Bird With Strings de Charlie Parker. Tocó en la orquesta de la CBS para la retransmisión de Orson Welles "War of the Worlds" y más tarde grabó Sibelius's Swan de Tuonela con Leopold Stokowski para la RCA, y el Concierto para oboe y orquesta de Mozart para Columbia. Ha dirigido también algunas de las mejores orquestas de Estados Unidos. Entre ellas: la Sinfónica Nacional de Washington, la Sinfónica de Chicago, la Filarmónica de Rochester, la Sinfónica de Cleveland, la Orquesta de Filadelfia y la Sinfónica de Dallas, como director invitado. También ha dirigido el Maggio Musicale en Florencia y la Orquesta de la RAI en Milán. De su relación con George Gershwin, surge el CD Arabesque Z6587, grabado dirigiendo la Orquesta Sinfónica de Londres, acompañado por el pianista David Golub (el célebre compañero de Isaac Stern, en su gira por China, documentada en la película "De Mao a Mozart"). En esa excelente grabación, de julio de 1987, interpreta "An American in Paris", "Rhapsody in Blue" y Concerto in F".  Miller recibió el Premio Grammy por toda una vida en 2000.